# Symploce sudanica
Symploce sudanica es una especie de cucaracha del género Symploce, familia Ectobiidae.

## Distribución
Esta especie se encuentra en Sudán, Chad y República Democrática del Congo.